# Feltham
Feltham (/[invalid input: 'icon']ˈfɛltəm/) là một quận thuộc Khu Hounslow của Luân Đôn, về phía tây Luân Đôn, Anh. Nó nằm cách 13 dặm (21 km) về phía tây nam trung tâm Luân Đôn tính từ Charing Cross, cách 2 dặm (3,2 km) từ trung tâm sân bay Heathrow.

## Hình ảnh

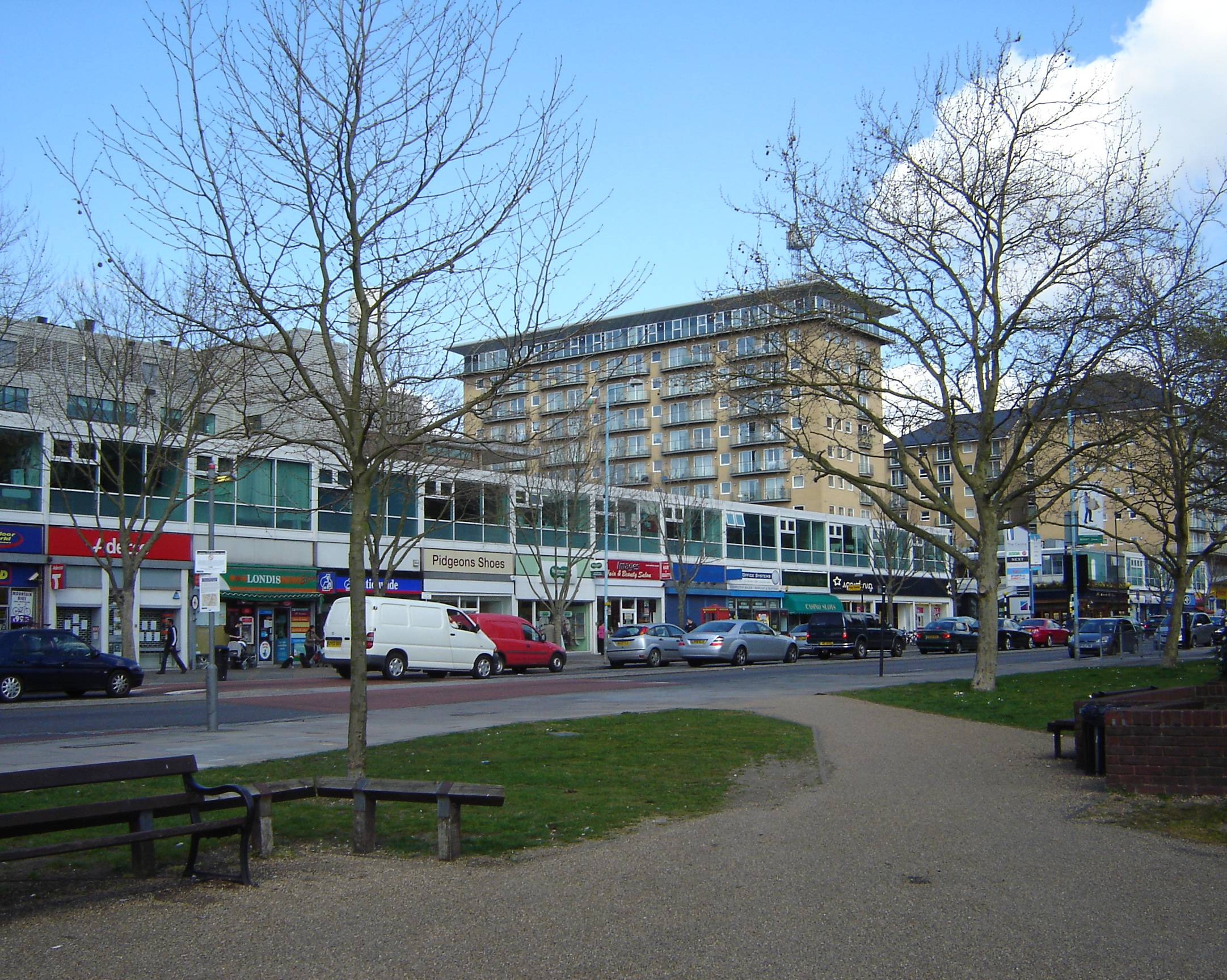
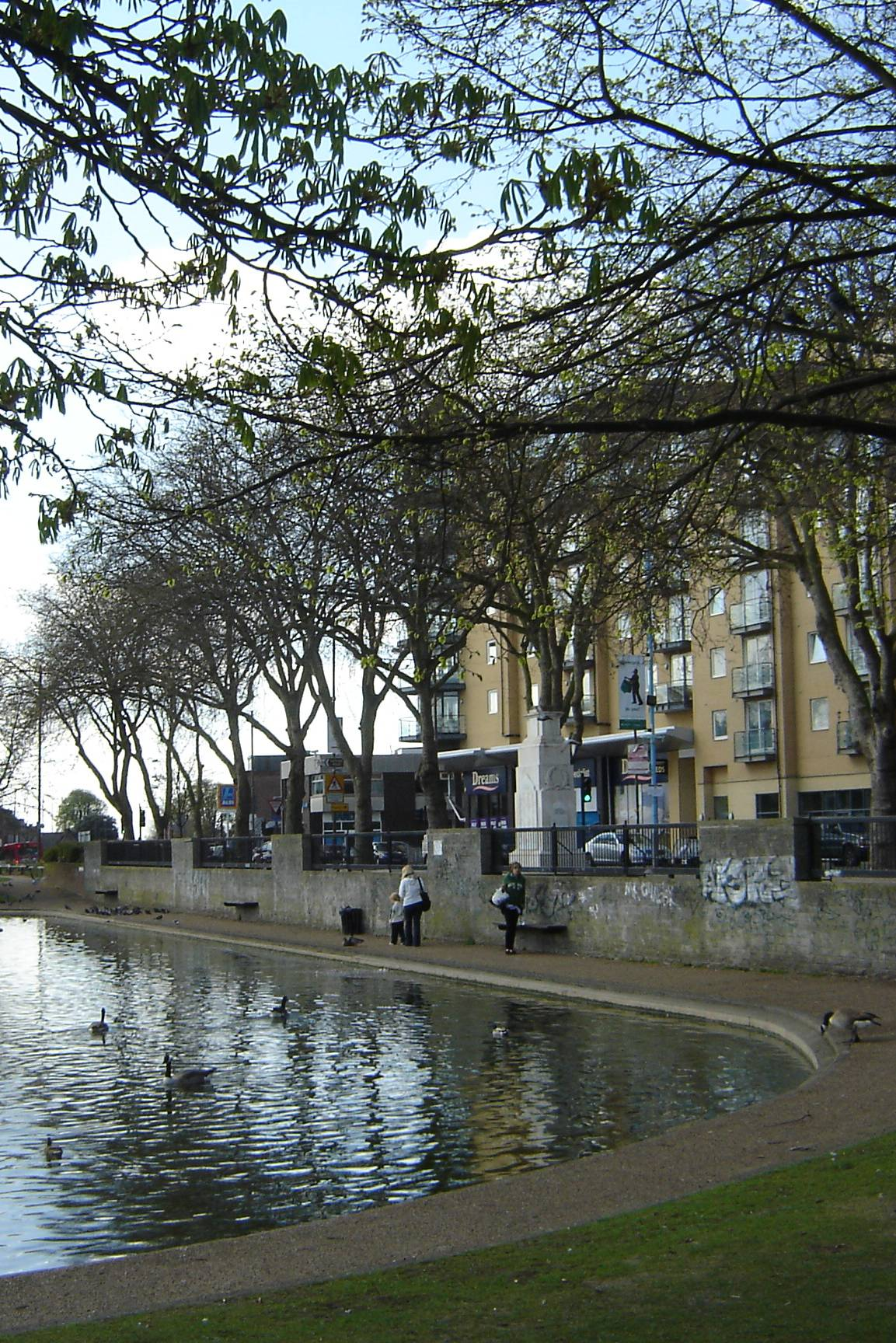
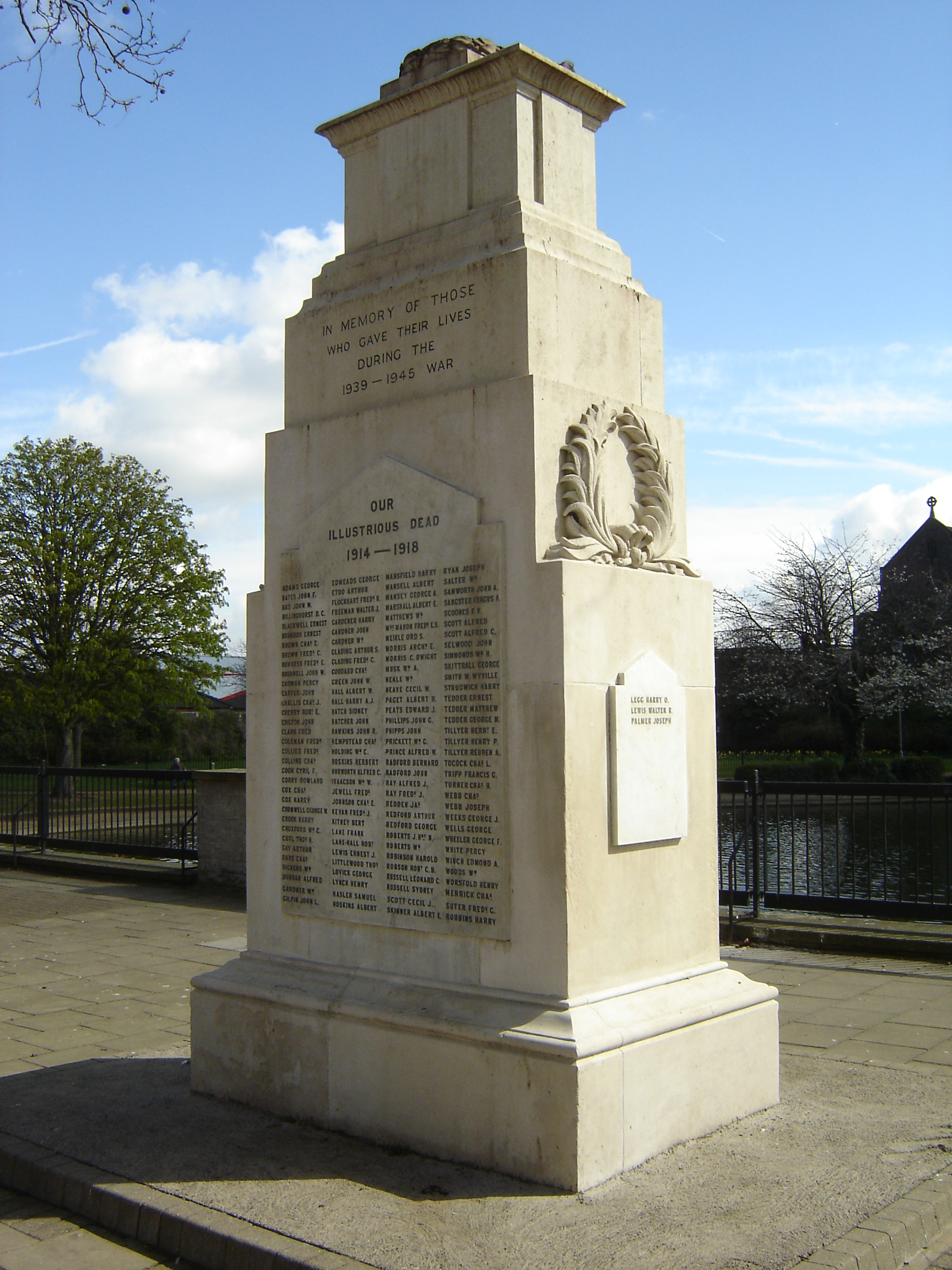
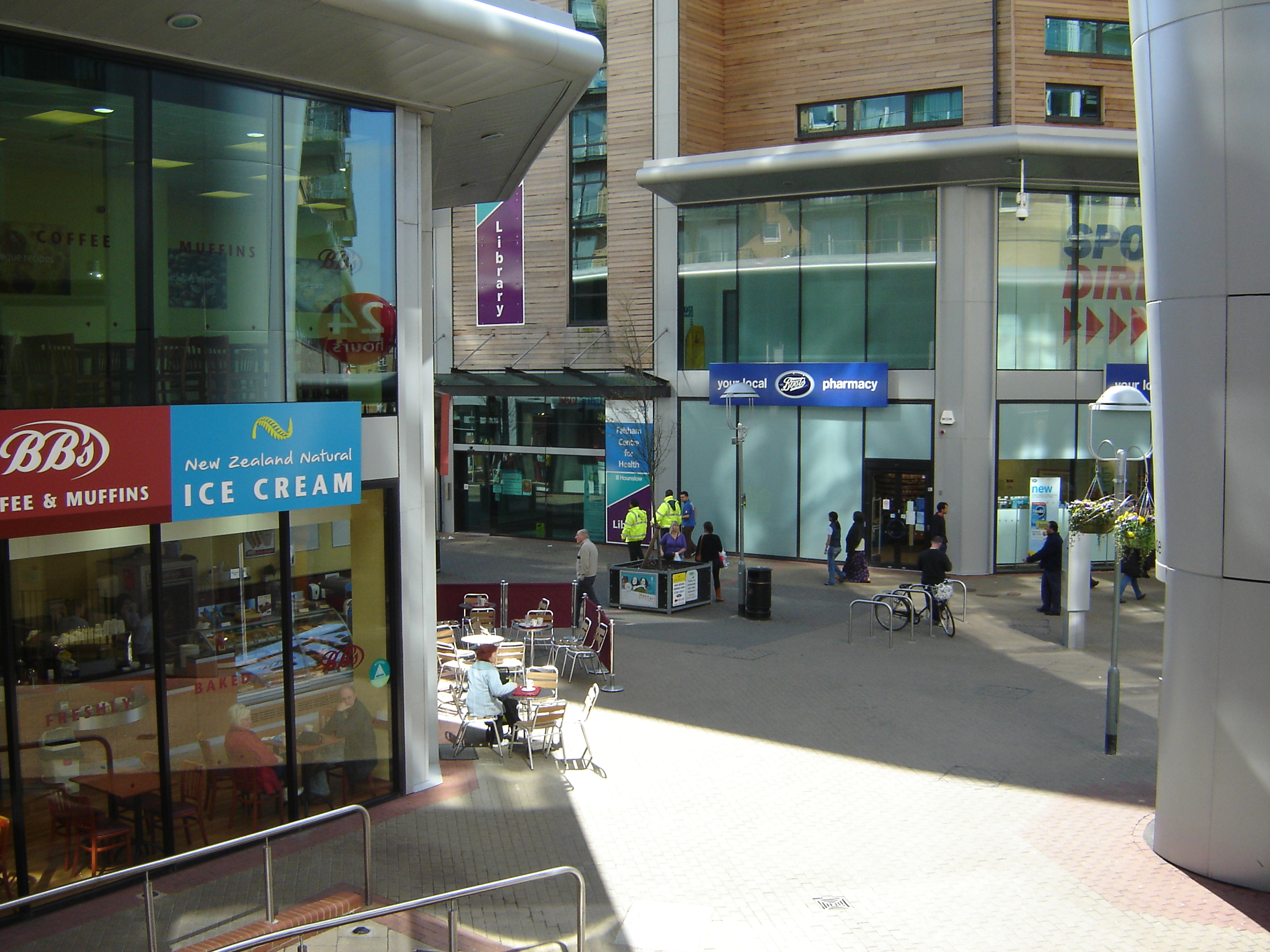